# Christophe Breton
Christophe Breton est un footballeur français né le 21 mai 1966 à Sainte-Foy-les-Lyon.

## Biographie
Il jouait au poste de gardien.
Il a joué en tout 24 matchs en première division française et 18 en deuxième division.

## Carrière
- 1985-1989 : Olympique lyonnais  France
- 1989-1991 : Club olympique du Puy  France (prêt, Division 3)
- 1991-1997 : Olympique lyonnais  France
- 1997-1998 : Toulouse Football Club B  France
- 1998-1999 : Football Club Villefranche Beaujolais  France Championnat de France Amateur